# سيلفر سبرينغز
سيلفر سربينغز (بالإنجليزية: Silver Springs)‏ هو مكان مخصص للتعداد (CDP) في مقاطعة ليون في ولاية نيفادا الأمريكية عند تقاطع طريق الولايات المتحدة 50 (كاليفورنيا تريل) وطريق الولايات المتحدة 95 أيه. وبلغ عدد السكان ما مجموعه 5,296 نسمة حسب لتعداد عام 2010. تقع كل من بحيرة لاهونتان ومنطقة لاهونتان ستيت الترفيهية ومتنزه فورت تشرشل التاريخي بالقرب من التجمع. يعتمد التجمع على مطار سيلفر سبرينغز.

## التركيبة السكانية
حدّد مكتب تعداد الولايات المتحدة بيانات التركيبة السكانية لسيلفر سبرينغز في تعداد الولايات المتحدة. في ما يلي، التركيبة السكانية حسب تعدادي 2000 و2010.

### تعداد عام 2000
بلغ عدد سكان سيلفر سبرينغز 4,708 نسمة بحسب تعداد عام 2000، وبلغ عدد الأسر 1,766 أسرة وعدد العائلات 1,228 عائلة مقيمة في المنطقة السكنية. في حين سجلت الكثافة السكانية 23.6 نسمة لكل كيلومتر مربع (61.1/ميل2). وبلغ عدد الوحدات السكنية 1,935 وحدة بمتوسط كثافة قدره 9.7 لكل كيلومتر مربع (25.1/ميل2).
وتوزع التركيب العرقي للمنطقة السكنية بنسبة 91.67% من البيض و1.21% من الأمريكيين الأفارقة و1.83% من الأمريكيين الأصليين و0.45% من الأمريكيين ذوي الأصول الآسيوية و0.21% من سكان جزر المحيط الهادئ و1.47% من الأعراق الأخرى و3.16% من عرقين مختلطين أو أكثر و4.63% من الهسبانيون أو اللاتينيون من أي عرق.
بلغ عدد الأسر 1,766 أسرة كانت نسبة 33.1% منها لديها أطفال تحت سن الثامنة عشر تعيش معهم، وبلغت نسبة الأزواج القاطنين مع بعضهم البعض 55.3% من أصل المجموع الكلي للأسر، ونسبة 8.9% من الأسر كان لديها معيلات من الإناث دون وجود شريك، بينما كانت نسبة 5.4% من الأسر لديها معيلون من الذكور دون وجود شريكة وكانت نسبة 30.5% من غير العائلات. تألفت نسبة 22.7% من أصل جميع الأسر من عدة أفراد يعيشون في نفس المنزل ونسبة 9.5% كانت تتألف من شخص يعيش بمفرده يبلغ من العمر 65 عاماً أو أكثر. وبلغ متوسط حجم الأسرة المعيشية 2.59، أما متوسط حجم العائلات فبلغ 3.02.
بلغ العمر الوسطي للسكان 40.3 عاماً. وكانت نسبة 25% من القاطنين تحت سن الثامنة عشر، وكانت نسبة 5.2% بين الثامنة عشر والرابعة والعشرين عاماً، ونسبة 25.6% كانت واقعةً في الفئة العمرية ما بين الخامسة والعشرين والرابعة والأربعين عاماً، ونسبة 27.1% كانت ما بين الخامسة والأربعين والرابعة والستين، ونسبة 14.1% كانت ضمن فئة الخامسة والستين عاماً فما فوق. يوجد لكل 100 أنثى 102.5 ذكر، ويوجد لكل 100 أنثى في الثامنة عشر من عمرها فما فوق 103.3 ذكر.
بلغ متوسط دخل الأسرة في المنطقة السكنية 34,427 دولارًا، أما متوسط دخل العائلة فبلغ 42,125 دولارًا. وكان متوسط دخل الذكور 34,712 دولارًا مقابل 23,750 دولارًا للإناث. وسجل دخل الفرد الخاص بالمنطقة السكنية 16,576 دولارًا. وكانت نسبة 10.8% من العائلات ونسبة 14.9% من السكان تحت خط الفقر، وكان من هؤلاء نسبة 22.1% تحت سن الثامنة عشر ونسبة 10.3% في الخامسة والستين من العمر وما فوق.

### تعداد عام 2010
بلغ عدد سكان سيلفر سبرينغز 5,296 نسمة بحسب تعداد عام 2010، وبلغ عدد الأسر 2,128 أسرة وعدد العائلات 1,427 عائلة مقيمة في المنطقة السكنية. في حين سجلت الكثافة السكانية 26.5 نسمة لكل كيلومتر مربع (68.6/ميل2). وبلغ عدد الوحدات السكنية 2,456 وحدة بمتوسط كثافة قدره 12.3 لكل كيلومتر مربع (31.9/ميل2).
وتوزع التركيب العرقي للمنطقة السكنية بنسبة 88.97% من البيض و0.28% من الأمريكيين الأفارقة و2.02% من الأمريكيين الأصليين و0.94% من الأمريكيين ذوي الأصول الآسيوية و0.25% من سكان جزر المحيط الهادئ و3.23% من الأعراق الأخرى و4.31% من عرقين مختلطين أو أكثر و7.42% من الهسبانيون أو اللاتينيون من أي عرق.
بلغ عدد الأسر 2,128 أسرة كانت نسبة 25.5% منها لديها أطفال تحت سن الثامنة عشر تعيش معهم، وبلغت نسبة الأزواج القاطنين مع بعضهم البعض 51.1% من أصل المجموع الكلي للأسر، ونسبة 10% من الأسر كان لديها معيلات من الإناث دون وجود شريك، بينما كانت نسبة 6% من الأسر لديها معيلون من الذكور دون وجود شريكة وكانت نسبة 32.9% من غير العائلات. تألفت نسبة 25.3% من أصل جميع الأسر من عدة أفراد يعيشون في نفس المنزل ونسبة 11.3% كانت تتألف من شخص يعيش بمفرده يبلغ من العمر 65 عاماً أو أكثر. وبلغ متوسط حجم الأسرة المعيشية 2.48، أما متوسط حجم العائلات فبلغ 2.93.
بلغ العمر الوسطي للسكان 48.3 عاماً. وكانت نسبة 20% من القاطنين تحت سن الثامنة عشر، وكانت نسبة 6.1% بين الثامنة عشر والرابعة والعشرين عاماً، ونسبة 19.1% كانت واقعةً في الفئة العمرية ما بين الخامسة والعشرين والرابعة والأربعين عاماً، ونسبة 34.6% كانت ما بين الخامسة والأربعين والرابعة والستين، ونسبة 20.1% كانت ضمن فئة الخامسة والستين عاماً فما فوق. وتوزع التركيب الجنسي للسكان بنسبة 52.1% ذكور و47.9% إناث.